# Marcus Pacuvius
Marcus Pacuvius, född 220 f.Kr. i Brundisium, död omkring 130 f.Kr. i Tarent, var en romersk skald.
Pacuvius flyttade till Rom på sin morbroders, skalden Ennius, tillskyndelse och sysselsatte sig där med att måla och författa tragedier efter grekiska mönster. Han skrev även en så kallad praetexta (ett historiskt skådespel), Paullus, om segraren vid Pydna. Jämte Accius gällde Pacuvius som Roms främste tragiske skald; att döma av fragmenten (som finns samlade i Ribbeck, Tragicorum romanorum fragmenta, 3:e upplagan 1897) var han något högtravande samt svag för sökta vändningar och talesätt.